# Drie melodrama's
Drie melodrama's (1957) is een bundeling van drie oude werken van Willem Frederik Hermans in drastisch herziene versies. Het gaat om Hermans' debuutroman Conserve en de beduidend kortere werken De leproos van Molokai en Hermans is hier geweest.

## Uitgave
Voor de uitgave van Hermans' Volledige werken is de oorspronkelijke verschijning van Conserve in 1947 aangehouden om de plaats in de reeks te bepalen, die dus met deze titel opent. De andere twee werken zijn opgenomen in deel 2.